# Tractat d'Aigun

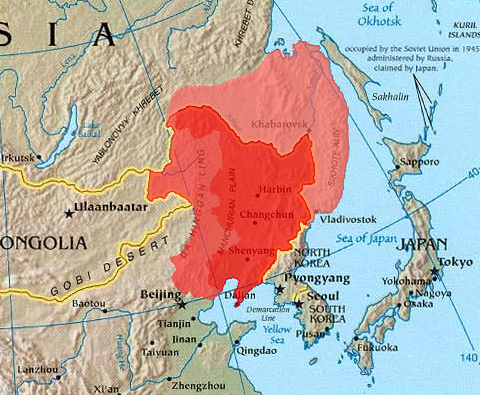
Límits de la Manxúria adjudicada a la Xina (roig fosc) i els territoris cedits a Rússia (roig clar) pel Tractat d' Aigun.

El Tractat d'Aigun va ser un acord subscrit el 1858 entre els representants de l'Imperi Rus i la dinastia Qing de la Xina en la localitat manxú d'Aigun. Era un dels anomenats tractats desiguals, juntament amb el Tractat de Tianjin de 1858 i la Convenció de Pequín de 1860, atès que una Rússia forta va obligar una dèbil Xina a acceptar un acord injust.
Aquest tractat era en realitat la revisió d'un altre anterior, el Tractat de Nértxinsk de 1689, en el qual es van acordar per primera vegada les fronteres entre Xina i Rússia, i del tractat de Kiakhta (1727-1728). Pel nou acord d'Aigun, la Xina va cedir a Rússia els seus territoris situats a l'esquerra del riu Amur i les muntanyes Sikhoté-Alín, mentre que la Xina va mantenir la riba dreta fins al Riu Ussuri. Malgrat que no es mencionava en el tractat, l'illa de Sakhalín va passar, de facto, a Rússia. La regió d’Ussuriisky passava a ser administrada conjuntament pels dos països. Es va acordar també que els rius Amur, Sungari i Ussuri serien oberts exclusivament al trànsit de bucs xinesos i russos, i que no existirien restriccions al comerç en la zona. Les illes serien governades de forma conjunta.